# 4510 Shawna
4510 Shawna este un asteroid din centura principală, descoperit pe 13 decembrie 1930, de Clyde Tombaugh.